# Carl Jacob Löwig
Carl Jacob Löwig (17. března 1803 Bad Kreuznach – 27. března 1890 Vratislav) byl německý chemik, který nezávisle na Antoinu J. Balardovi objevil brom.
Získal doktorát na Heidelberské univerzitě za práci pod vedením Leopolda Gmelina. Během výzkumu minerálních solí objevil v roce 1825 brom jako hnědý plyn uvolňující se po ošetření soli chlorem.
Působil na Heidelberské univerzitě a později na Curyšské univerzitě. Nakonec se stal nástupcem Roberta Wilhelma Bunsena na Vratislavské univerzitě, kde žil a pracoval až do své smrti v roce 1890.